# 盧卡斯谷-馬林伍德 (加利福尼亞州)
盧卡斯谷-馬林伍德（英語：Lucas Valley-Marinwood）是位於美國加利福尼亞州馬林縣的一個人口普查指定地區。

## 地理
盧卡斯谷-馬林伍德的座標為38°01′41″N 122°33′47″W / 38.02806°N 122.56306°W，而該地最高點為海拔高度189米（即620英尺）。

## 人口
根據2010年美國人口普查的數據，盧卡斯谷-馬林伍德的面積為14.832平方千米，均為陸地。當地共有人口6094人，而人口密度為每平方千米410人。